# چارگلی
چارگلی (به انگلیسی: Charguli) یک شهر در پاکستان است که در ناحیه مردان واقع شده‌است. چارگلی ۱۰۰٬۵۱۵ نفر جمعیت دارد.